# Filmografia di Mary Pickford

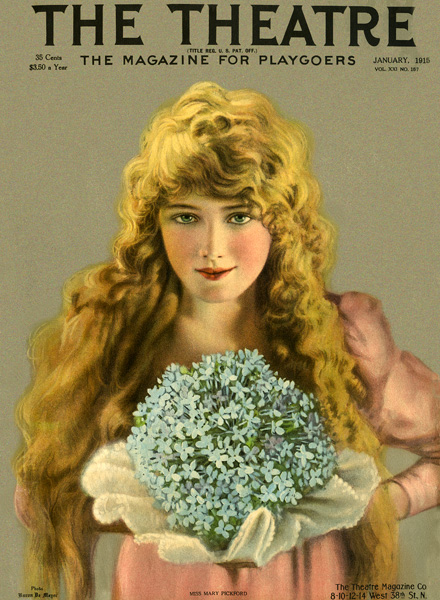
Mary Pickford sulla copertina di The Theatre, gennaio 1915

Di seguito sono elencati i film girati da Mary Pickford suddivisi per anno. Di alcuni film non si conosce il nome del regista che di conseguenza non viene riportato.

## 1909
- The Heart of an Outlaw, regia di D. W. Griffith – cortometraggio (1909)
- Mrs. Jones Entertains, regia di D. W. Griffith (con il nome di Dorothy Nicholson) – cortometraggio (1909)
- The Fascinating Mrs. Francis, regia di D. W. Griffith – cortometraggio (1909)
- The Deception, regia di D. W. Griffith – cortometraggio (1909)
- The Drive for a Life, regia di D. W. Griffith – cortometraggio (1909)
- Two Memories, regia di D. W. Griffith – cortometraggio (1909)
- His Duty, regia di D. W. Griffith – cortometraggio (1909)
- What Drink Did, regia di D. W. Griffith – cortometraggio (1909)
- The Violin Maker of Cremona, regia di D. W. Griffith – cortometraggio (1909)
- The Lonely Villa, regia di D. W. Griffith – cortometraggio (1909)
- The Son's Return, regia di D. W. Griffith – cortometraggio (1909)
- The Faded Lilies, regia di D. W. Griffith – cortometraggio (1909)
- Her First Biscuits, regia di D. W. Griffith – cortometraggio (1909)
- The Peachbasket Hat, regia di D. W. Griffith – cortometraggio (1909)
- The Mexican Sweethearts, regia di D. W. Griffith – cortometraggio (1909)
- The Way of Man, regia di D. W. Griffith – cortometraggio (1909)
- The Necklace, regia di D. W. Griffith – cortometraggio (1909)
- Il medico di campagna (The Country Doctor), regia di D. W. Griffith – cortometraggio (1909)
- The Cardinal's Conspiracy, regia di David W. Griffith e Frank Powell – cortometraggio (1909)
- Tender Hearts, regia di D. W. Griffith – cortometraggio (1909)
- The Renunciation, regia di D. W. Griffith – cortometraggio (1909)
- Sweet and Twenty, regia di D. W. Griffith – cortometraggio (1909)
- The Slave, regia di D. W. Griffith – cortometraggio (1909)
- A Strange Meeting, regia di D. W. Griffith – cortometraggio (1909)
- They Would Elope, regia di D. W. Griffith – cortometraggio (1909)
- His Wife's Visitor, regia di D. W. Griffith – cortometraggio (1909)
- The Indian Runner's Romance, regia di D. W. Griffith – cortometraggio (1909)
- The Seventh Day, regia di D. W. Griffith – cortometraggio (1909)
- Oh, Uncle!, regia di D. W. Griffith – cortometraggio (1909)
- The Sealed Room, regia di D. W. Griffith – cortometraggio (1909)
- The Little Darling, regia di D. W. Griffith – cortometraggio (1909)
- Les Rénégats de 1776 (The Hessian Renegades), regia di D. W. Griffith – cortometraggio (1909)
- The Children's Friend, regia di D. W. Griffith – cortometraggio (1909)
- Getting Even, regia di D. W. Griffith – cortometraggio (1909)
- The Awakening, regia di D. W. Griffith – cortometraggio (1909)
- Pippa Passes o The Song of Conscience, regia di D. W. Griffith – cortometraggio (1909)
- The Little Teacher, regia di D. W. Griffith – cortometraggio (1909)
- His Lost Love, regia di D. W. Griffith – cortometraggio (1909)
- In the Watches of the Night, regia di D. W. Griffith – cortometraggio (1909)
- Lines of White on a Sullen Sea, regia di D. W. Griffith – cortometraggio (1909)
- What's Your Hurry?, regia di D. W. Griffith – cortometraggio (1909)
- The Gibson Goddess, regia di D. W. Griffith – cortometraggio (1909)
- The Light That Came, regia di D. W. Griffith – cortometraggio (1909)
- The Restoration, regia di David W. Griffith – cortometraggio (1909)
- A Sweet Revenge, regia di D. W. Griffith – cortometraggio (1909)
- A Midnight Adventure, regia di D. W. Griffith – cortometraggio (1909)
- The Mountaineer's Honor, regia di D. W. Griffith – cortometraggio (1909)
- The Trick That Failed, regia di D. W. Griffith – cortometraggio (1909)
- The Test, regia di D. W. Griffith – cortometraggio (1909)
- To Save Her Soul, regia di D. W. Griffith – cortometraggio (1909)

## 1910
- All on Account of the Milk, regia di Frank Powell (1910)
- The Call, regia di David W. Griffith – cortometraggio (1910)
- The Woman from Mellon's, regia di David W. Griffith – cortometraggio (1910)
- The Englishman and the Girl, regia di David W. Griffith (1910)
- The Newlyweds, regia di David W. Griffith (1910)
- The Thread of Destiny, regia di David W. Griffith (1910)
- The Twisted Trail, regia di David W. Griffith (1910)
- The Smoker, regia di David W. Griffith (1910)
- His Last Dollar, regia di David W. Griffith (1910)
- The Two Brothers, regia di David W. Griffith (1910)
- As It Is in Life, regia di David W. Griffith (1910)
- A Rich Revenge, regia di David W. Griffith (1910)
- A Romance of the Western Hills, regia di David W. Griffith (1910)
- The Kid, regia di Frank Powell (1910)
- Il mare immutabile (The Unchanging Sea), regia di David W. Griffith (1910)
- Love Among the Roses, regia di David W. Griffith (1910)
- An Affair of Hearts, regia di David W. Griffith (1910)
- Ramona, regia di David W. Griffith (1910)
- In the Season of Buds, regia di David W. Griffith (1910)
- A Victim of Jealousy, regia di David W. Griffith (1910)
- The Face at the Window, regia di David W. Griffith (1910)
- Never Again, regia di David W. Griffith e Frank Powell (1910)
- May and December, regia di David W. Griffith (1910)
- A Child's Impulse, regia di David W. Griffith (1910)
- Muggsy's First Sweetheart, regia di David W. Griffith (1910)
- What the Daisy Said, regia di David W. Griffith (1910)
- A Flash of Light, regia di David W. Griffith (1910)
- Serious Sixteen, regia di David W. Griffith (1910)
- The Call to Arms, regia di David W. Griffith (1910)
- An Arcadian Maid, regia di David W. Griffith (1910)
- The Usurer, regia di David W. Griffith (1910)
- When We Were in Our Teens, regia di Frank Powell (1910)
- The Sorrows of the Unfaithful, regia di David W. Griffith (1910)
- Wilful Peggy, regia di David W. Griffith (1910)
- Muggsy Becomes a Hero, regia di Frank Powell (1910)
- Little Angels of Luck, regia di David W. Griffith (1910)
- A Summer Tragedy, regia di David W. Griffith e Frank Powell (1910)
- Examination Day at School, regia di David W. Griffith (1910)
- The Iconoclast, regia di David Wark Griffith (1910)
- A Gold Necklace, regia di Frank Powell – cortometraggio (1910)
- That Chink at Golden Gulch, regia di David W. Griffith (1910)
- The Masher, regia di Frank Powell – cortometraggio (1910)
- A Lucky Toothache, regia di Frank Powell (1910)
- Waiter No. 5, regia di David W. Griffith (1910)
- Simple Charity, regia di David W. Griffith (1910)
- Sunshine Sue, regia di David W. Griffith (1910)
- The Song of the Wildwood Flute, regia di David W. Griffith (1910)
- A Plain Song, regia di David W. Griffith (1910)
- A Child's Stratagem, regia di David W. Griffith (1910)
- White Roses, regia di D. W. Griffith e Frank Powell (1910)
- Little Nell's Tobacco, regia di Thomas H. Ince (1910)

## 1911
- How Mary Fixed It – cortometraggio (1911)
- A Dog's Tale – cortometraggio (1911)
- When a Man Loves, regia di D.W. Griffith – cortometraggio (1911)
- The Italian Barber, regia di David W. Griffith – cortometraggio (1911)
- Science – cortometraggio (1911)
- Their First Misunderstanding, regia di Thomas H. Ince – cortometraggio (1911)
- The Dream, regia di Thomas H. Ince e George Loane Tucker – cortometraggio (1911)
- Maid or Man, regia di Thomas H. Ince – cortometraggio (1911)
- Three Sisters, regia di D. W. Griffith – cortometraggio (1911)
- At the Duke's Command, regia di Thomas H. Ince – cortometraggio (1911)
- When the Cat's Awat, regia di Thomas H. Ince – cortometraggio (1911)
- The Mirror, regia di Thomas H. Ince – cortometraggio (1911)
- Her Darkest Hour, regia di Thomas H. Ince – cortometraggio (1911)
- The Convert, regia di Thomas H. Ince – cortometraggio (1911)
- Pictureland – cortometraggio (1911)
- Artful Kate, regia di Thomas H. Ince – cortometraggio (1911)
- A Manly Man, regia di Thomas H. Ince – cortometraggio (1911)
- A Decree of Destiny, regia di David W. Griffith – cortometraggio (1911)
- The Message in the Bottle, regia di Thomas H. Ince – cortometraggio (1911)
- Conscience, regia di David W. Griffith – cortometraggio (1911)
- The Fisher-Maid, regia di Thomas H. Ince – cortometraggio (1911)
- In Old Madrid, regia di Thomas H. Ince – cortometraggio (1911)
- Sweet Memories, regia di Thomas H. Ince – cortometraggio (1911)
- The Stampede, regia di Thomas H. Ince – cortometraggio (1911)
- As a Boy Dreams, regia di Thomas H. Ince – cortometraggio (1911)
- Second Sight, regia di Thomas H. Ince, Joseph W. Smiley (1911)
- The Temptress, regia di Joseph W. Smiley – cortometraggio (1911)
- The Fair Dentist, regia di Thomas H. Ince – cortometraggio (1911)
- For Her Brother's Sake, regia di Thomas H. Ince – cortometraggio (1911)
- The Master and the Man, regia di Thomas H. Ince – cortometraggio (1911)
- The Lighthouse Keeper, regia di Thomas H. Ince – cortometraggio (1911)
- Back to the Soil, regia di Thomas H. Ince – cortometraggio (1911)
- Behind the Stockade, regia di George Loane Tucker e Thomas H. Ince (1911)
- In the Sultan's Garden, regia di Thomas H. Ince e William H. Clifford – cortometraggio (1911)
- For the Queen's Honor, regia di Thomas H. Ince – cortometraggio (1911)
- A Gasoline Engagement, regia di Thomas H. Ince – cortometraggio (1911)
- At a Quarter of Two, regia di Thomas H. Ince – cortometraggio (1911)
- The Skating Bug, regia di Thomas H. Ince – cortometraggio (1911)
- The Call of the Song, regia di Thomas H. Ince – cortometraggio (1911)
- The Toss of a Coin, regia di Thomas H. Ince – cortometraggio (1911)
- By the House That Jack Built, regia di Thomas H. Ince – cortometraggio (1911)
- 'Tween Two Loves, regia di Thomas H. Ince – cortometraggio (1911)
- The Sentinel Asleep, regia di Thomas H. Ince – cortometraggio (1911)
- The Better Way, regia di Thomas H. Ince – cortometraggio (1911)
- His Dress Shirt, regia di Thomas H. Ince – cortometraggio (1911)
- From the Bottom of the Sea (1911)
- The Courting of Mary, regia di James Kirkwood, George Loane Tucker – cortometraggio (1911)
- Love Heeds Not Showers, regia di Owen Moore – cortometraggio (1911)
- Little Red Riding Hood, regia di James Kirkwood e George Loane Tucker (1911)
- The Portrait, regia di Thomas H. Ince e George Loane Tucker – cortometraggio (1911)
- The Daddy's Dream – cortometraggio (1911)
- The Caddy's Dream – cortometraggio (1911)

## 1912
- Grannie (1912)
- Honor Thy Father (1912)
- The Mender of Nets, regia di D.W. Griffith (1912)
- A Siren of Impulse, regia di D.W. Griffith (1912)
- A Timely Repentance, regia di William H. Clifford (1912)
- Iola's Promise, regia di David W. Griffith – cortometraggio (1912)
- Fate's Interception, regia di D.W. Griffith (1912)
- The Female of the Species, regia di D.W. Griffith (1912)
- Just Like a Woman, regia di D.W. Griffith (1912)
- Won by a Fish, regia di Mack Sennett (1912)
- The Old Actor, regia di D.W. Griffith (1912)
- A Lodging for the Night, regia di D.W. Griffith (1912)
- A Beast at Bay, regia di D.W. Griffith (1912)
- Home Folks, regia di D.W. Griffith (1912)
- Lena and the Geese, regia di D.W. Griffith (1912)
- The School Teacher and the Waif, regia di D.W. Griffith (1912)
- An Indian Summer, regia di D.W. Griffith (1912)
- The Narrow Road, regia di D.W. Griffith (1912)
- A Child's Remorse, regia di D.W. Griffith (1912)
- The Inner Circle, regia di David Wark Griffith (1912)
- With the Enemy's Help, regia di Wilfred Lucas (1912)
- A Pueblo Romance (1912)
- A Pueblo Legend, regia di D.W. Griffith (1912)
- Friends, regia di David W. Griffith (1912)
- So Near, Yet So Far, regia di D.W. Griffith (1912)
- A Feud in the Kentucky Hills, regia di D.W. Griffith (1912)
- The One She Loved, regia di D.W. Griffith (1912)
- My Baby, regia di D.W. Griffith e Frank Powell (1912)
- The Informer, regia di D.W. Griffith (1912)
- Il cappello di Parigi (The New York Hat), regia di D. W. Griffith (1912)

## 1913
- The Unwelcome Guest, regia di D.W. Griffith (1913)
- Fate, regia di D. W. Griffith (1913)
- In the Bishop's Carriage, regia di J. Searle Dawley e Edwin S. Porter (1913)
- Caprice, regia di J. Searle Dawley (1913)

## 1914
- Hearts Adrift, regia di Edwin S. Porter (1914)
- A Good Little Devil, regia di Edwin S. Porter e (non accreditato) J. Searle Dawley (1914)
- Tess of the Storm Country, regia di Edwin S. Porter e J. Searle Dawley (1914)
- The Eagle's Mate (1914)
- Such a Little Queen, regia di Edwin S. Porter e Hugh Ford (1914)
- Dietro le quinte (Behind the Scenes), regia di James Kirkwood (1914)
- Cinderella (1914)

## 1915
- The Foundling, regia di John B. O'Brien (1915)
- Broken Hearts (1915)
- Mistress Nell, regia di James Kirkwood (1915)
- Love's Reflection (1915)
- Fanchon, the Cricket, regia di James Kirkwood (1915)
- The Dawn of a Tomorrow, regia di James Kirkwood (1915)
- Little Pal, regia di James Kirkwood (1915)
- Rags, regia di James Kirkwood (1915)
- Esmeralda, regia di James Kirkwood (1915)
- A Girl of Yesterday (1915)
- Madame Butterfly, regia di Sidney Olcott (1915)

## 1916
- La trovatella (The Foundling), regia di John B. O'Brien (1916)
- Fra le aquile (Poor Little Peppina), regia di Sidney Olcott (1916)
- Hulda from Holland, regia di John B. O'Brien (1916)
- The Eternal Grind, regia di John B. O'Brien (1916)
- Less Than the Dust, regia di John Emerson (1916)

## 1917
- All-Star Production of Patriotic Episodes for the Second Liberty Loan (1917)
- The Pride of the Clan, regia di Maurice Tourneur (1917)
- Una povera bimba molto ricca (The Poor Little Rich Girl), regia di Maurice Tourneur (1917)
- A Romance of the Redwoods, regia di Cecil B. DeMille (1917)
- The Little American, regia (non accreditati) di Cecil B. DeMille e Joseph Levering (1917)
- Rebecca of Sunnybrook Farm, regia di Marshall Neilan (1917)
- Piccola principessa, regia di Marshall Neilan (1917)

## 1918
- Stella Maris, regia di Marshall Neilan (1918)
- Amore d'artista (Amarilly of Clothes-Line Alley), regia di Marshall Neilan (1918)
- Il giglio selvatico, regia di Marshall Neilan (1918)
- How Could You, Jean?, regia di William Desmond Taylor (1918)
- Johanna Enlists, regia di William Desmond Taylor (1918)
- One Hundred Percent American, regia di Arthur Rosson (1918)

## 1919
- Captain Kidd, Jr., regia di William Desmond Taylor (1919)
- Daddy-Long-Legs, regia di Marshall Neilan (1919)
- Nei bassi fondi (The Hoodlum), regia di Sidney Franklin (1919)
- Heart o' the Hills, regia di Kenneth Harlan (1919)

## Anni venti
- Pollyanna, regia di Paul Powell (1920)
- Suds, regia di John Francis Dillon (1920)
- The Love Light, regia di Frances Marion (1921)
- Come presi moglie (The Nut), regia di Theodore Reed
- Through the Back Door, regia di Alfred E. Green e Jack Pickford (1921)
- Little Lord Fauntleroy, regia di Alfred E. Green e Jack Pickford (1921)
- Tess of the Storm Country, regia di John S. Robertson (1922)
- Hollywood, regia di James Cruze (1923)
- Rosita, regia di Ernst Lubitsch e Raoul Walsh (1923)
- Dorothy Vernon (Dorothy Vernon of Haddon Hall), regia di Marshall Neilan (1924)
- Little Annie Rooney, regia di William Beaudine (1925)
- Ben Hur, regia di Fred Niblo (1925)
- Il pirata nero (The Black Pirate), regia di Albert Parker (1926)
- Sparrows, regia di William Beaudine (1926)
- My Best Girl, regia di Sam Taylor (1927)
- Il gaucho (The Gaucho) (1927)
- Поцелуй Мэри Пикфорд (Potseluy Meri Pikford - Il bacio di Mary Pickford), regia di Sergei Komarov (1927)
- Coquette, regia di Sam Taylor (1929)
- La bisbetica domata (The Taming of the Shrew), regia di Sam Taylor (1929)

## Anni trenta
- Kiki, regia di Sam Taylor (1931)
- Segreti (Secrets), regia di Frank Borzage (1933)

## Produttrice (parziale)
- Johanna Enlists, regia di William Desmond Taylor (1918)
- Pollyanna, regia di Paul Powell (1920)
- Sogno e realtà (Suds), regia di John Francis Dillon (1920)
- The Love Light, regia di Frances Marion (1921)
- Through the Back Door, regia di Alfred E. Green e Jack Pickford
- Little Lord Fauntleroy, regia di Alfred E. Green e Jack Pickford (1921)
- Tess of the Storm Country, regia di John S. Robertson (1922)
- Rosita, regia di Ernst Lubitsch e Raoul Walsh (1923)
- Dorothy Vernon (Dorothy Vernon of Haddon Hall), regia di Marshall Neilan (1924)
- Sparrows, regia di William Beaudine (1926)
- Coquette, regia di Sam Taylor (1929)

### Sceneggiatrice
- Madame Rex, regia di David W. Griffith (1911)
- Granny (1913)

### Film o documentari dove appare Mary Pickford
- Little Miss Hollywood, regia di Al Herman - filmati di archivio (1923)
- The Casting Couch, regia di John Sealey - video con filmati di repertorio (1995)

## Teatro
- Edmund Burke, di Theodore Burt Sayre, regia di Edgar Selwyn. Majestic Theatre di Broadway (1905)
- The Warrens of Virginia, di William C. deMille. Belasco Theatre di Broadway (1907)
- A Good Little Devil, di Rosemonde Gerard e Maurice Rostand. New Victory Theatre di Broadway (1913)
- Sadie Thompson, di Howard Dietz, regia di Rouben Mamoulian. Alvin Theatre di Broadway (1944)